# Kościół Narodzenia Najświętszej Maryi Panny w Chocianowicach (stary)
W miejscowości Chocianowice istnieją obecnie dwa kościoły pod wezwaniem Narodzenia Najświętszej Maryi Panny – stary, będący drewnianym zabytkiem z XVII wieku, oraz nowa świątynia z XX wieku. Parafia ma obecnie status miejsca kultu maryjnego.
"Stary” kościół stanowi jeden z 70 drewnianych kościółków Śląska Opolskiego, będących na szlaku drewnianego budownictwa sakralnego, który w całości znajduje się w województwie opolskim.

## Historia
Po raz pierwszy kościół parafialny w Chocianowicach (wówczas Kotschanowitz) wzmiankowany jest w 1376 w rejestrze kościołów parafialnych. Świątynia była drewniana i spłonęła podczas wojen husyckich w XV wieku. Obecny kościół wybudowano dopiero kilkaset lat później – prawdopodobnie w 1662 – taka data widnieje na jednej z desek w zakrystii, obecnie zaszalowanej. Konsekrowano go w 1666 roku pod wezwaniem Narodzenia NMP i przez następnych kilka wieków (do 1905) był kościołem filialnym parafii w Kuniowie.

## Architektura
Jednonawowa drewniana świątynia posiada nad głównym wejściem słupową wieżę konstrukcji palowej, przykrytą ośmiobocznym gontowym dachem namiotowym. Nad środkiem nawy znajduje się inna, mała wieżyczka ze spiczastym zakończeniem. Dach całego kościoła spada nisko nad zakrystię, przełamany jest bardziej płaskim nad sobotami przy północnej ścianie. Konstrukcja dużej wieży jest odsłonięta od środka, można ją podziwiać po wejściu do budynku. Dzwon, odlany w 1750 w Oleśnie, obecnie rzadko jest używany. Z wyjątkiem wieży konstrukcja kościoła jest grzebieniowa.
Wnętrze drewnianego kościoła w dużym stopniu nie zostało zmienione, z wyjątkiem malowideł ściennych, które powstały po 1945.
W ołtarzu głównym z 1726 znajduje się kopia obrazu Matki Boskiej Częstochowskiej z XVII wieku – przypuszczalnie przywieźli go miejscowi pielgrzymi. W przeszłości w ołtarzu głównym był obraz Matki Boskiej Chocianowskiej z XVIII wieku, ale przeniesiono go do nowego kościoła. Nad obrazem maryjnym znajduje się obraz Świętej Trójcy, a po bokach dwie rzeźby aniołów, które stanowiły kiedyś ozdobę organów z XIX wieku, znajdujących się dzisiaj w Muzeum Diecezjalnym w Opolu. Po lewej stronie od wejścia do świątyni znajduje się krzyż autorstwa nieznanego rzeźbiarza ludowego, a obok tzw. Karbona Duchowa z XIX wieku. Na północnej ścianie wisi kolejny obraz – Matki Boskiej Bolesnej z XIX wieku. Boczny ołtarz ma cechy barokowe. Droga krzyżowa namalowana została na płótnie w wieku XIX, natomiast konfesjonał powstał w XVIII stuleciu. Drewniane ławki również liczą sobie kilkaset lat.
Po II wojnie światowej i wybudowaniu nowego kościoła stary obiekt miał zostać przeniesiony do wsi Poborszów. Ostatecznie z powodów finansowych do tego nie doszło, a w Poborszowie wybudowano kościół murowany. Współcześnie stary kościół służy jako dom pogrzebowy.

## Otoczenie
Przy północnej ścianie starego kościoła znajduje się pomnik poświęcony poległym mieszkańcom wsi podczas I wojny światowej. Powstał w okresie międzywojennym. Kilka lat temu między starą a nową świątynią odsłonięto kolejny pomnik z czarnego marmuru, upamiętniający miejscowych, którzy zginęli w czasie II wojny światowej.
Na teren posesji kościelnej wchodzi się przez mostek, zbudowany nad niewielkim stawem z wysepką, będącą siedliskiem ptaków.

## Galeria

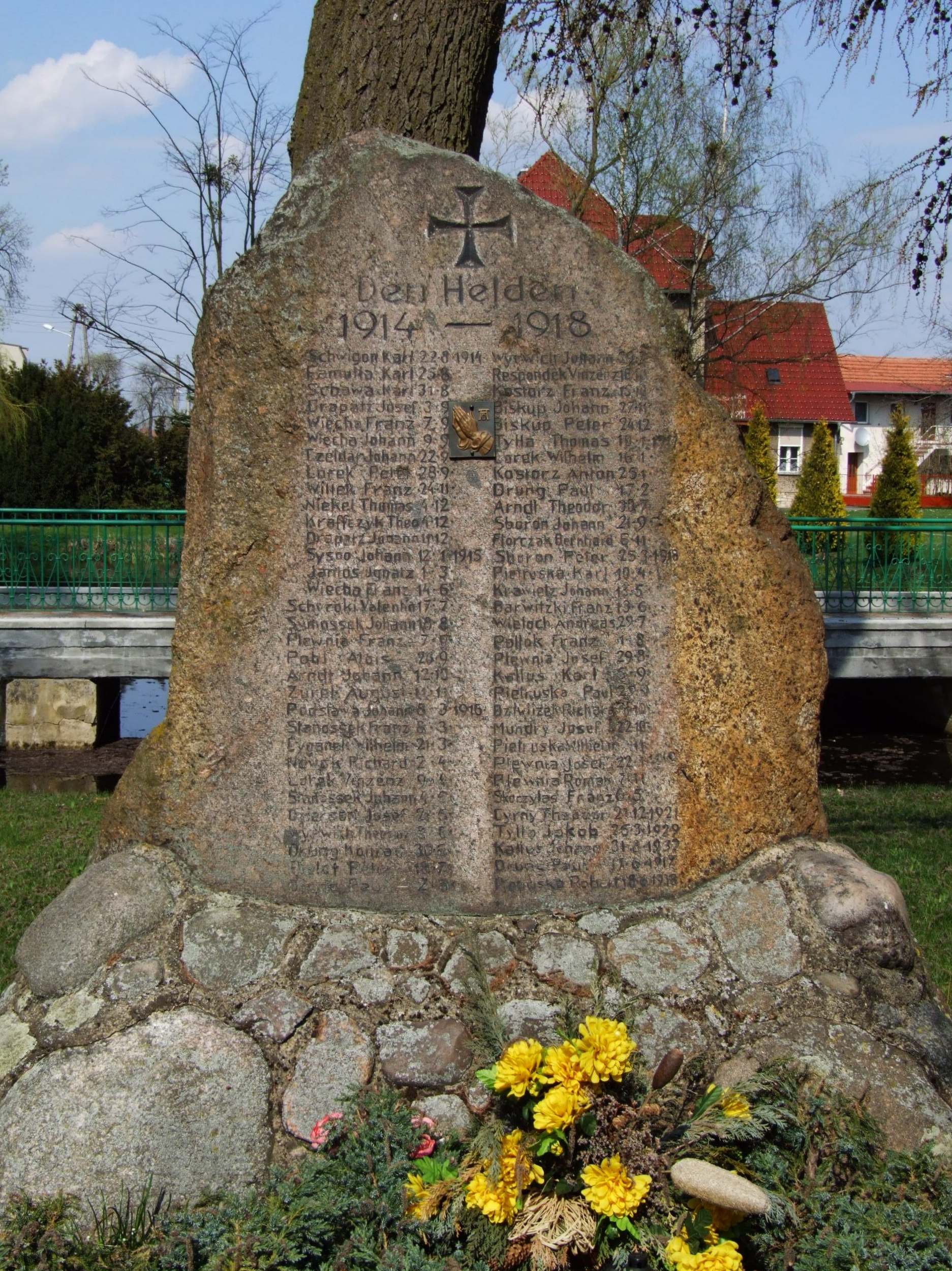
Pomnik ofiar I wojny światowej